# Takielunek topowy

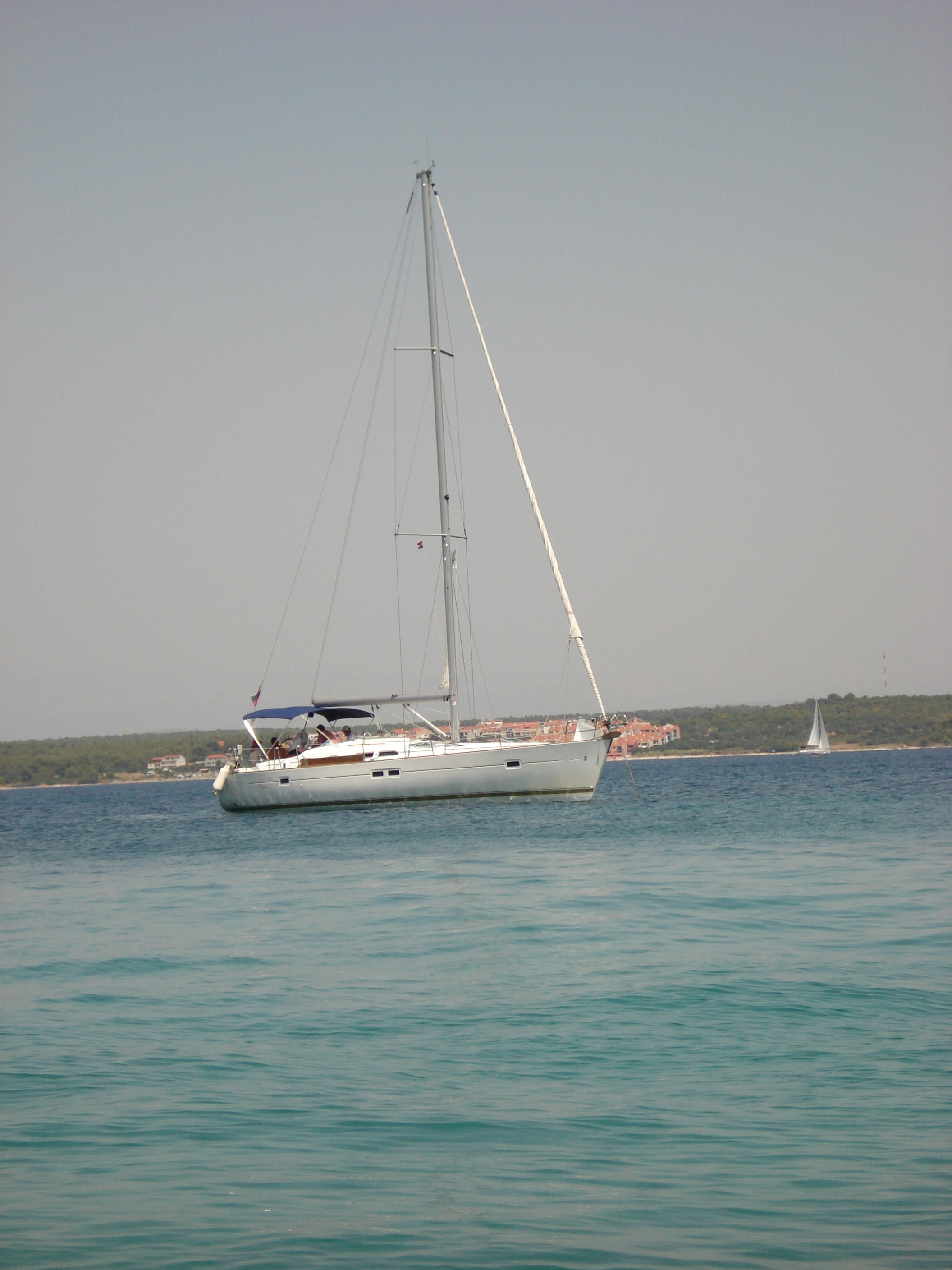
Takielunek topowy

Takielunek topowy - termin żeglarski oznaczający sposób olinowania masztu, gdzie najwyższy sztag zamocowany jest na topie masztu. 
Takielunek, gdzie sztag zamocowany jest poniżej topu masztu określa się mianem takielunek ułamkowy.